# Wadowicka Biblioteka Publiczna

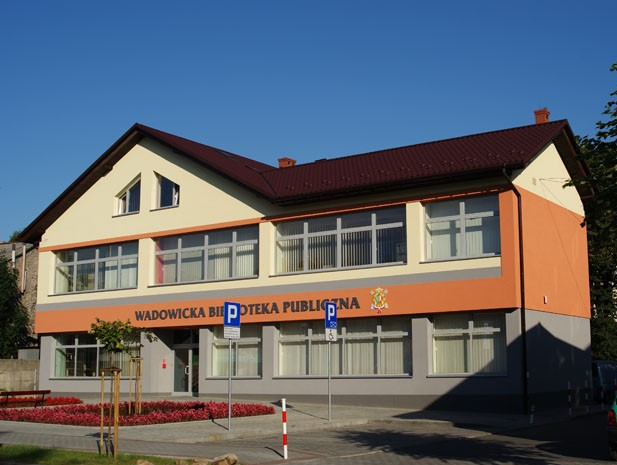
Wadowicka Biblioteka Publiczna, ul. Legionów 1

Wadowicka Biblioteka Publiczna – samorządowa instytucja kultury, której organizatorem jest Gmina Wadowice. Na mocy porozumienia z dnia 1 grudnia 1999 roku, zawartego pomiędzy Zarządem Miejskim w Wadowicach a Zarządem Powiatu, Wadowicka Biblioteka Publiczna pełni również rolę Biblioteki Powiatowej.  Siedziba biblioteki znajduje się w  budynku przy ul. Legionów 1 w Wadowicach. Biblioteka działa w obrębie krajowej sieci bibliotecznej.

## Historia
Tradycje czytelnicze Wadowic:
Początki czytelnictwa publicznego w Wadowicach sięgają  II połowy XIX wieku i mają ścisły związek z oficynami wydawniczymi działającymi na terenie miasta, a w szczególności z oficyną Foltinów, która obok drukarni i księgarni prowadziła wypożyczalnię książek.
Przełomowym momentem dla rozwoju czytelnictwa było powstanie w 1889 roku Czytelni Mieszczańskiej. Mieściła się ona przy ul. Krakowskiej. Od początku swej działalności była centrum życia kulturalnego miasta. Obok biblioteki z bogatym księgozbiorem posiadała również salę teatralną i balową.
Duży wkład w rozwój czytelnictwa wniosło Towarzystwo Szkół Ludowych działające w latach 1891-1939. Wadowickie Koło T.S.L. im. St. Staszica prowadziło własną bibliotekę oraz udostępniało książki z Centrali T.S.L.
W 1908 r. powstało Towarzystwo Urzędnicze im. Wł. Jagiełły potocznie zwane Jagiellonką, które posiadało bogaty księgozbiór. W okresie międzywojennym działały również: Biblioteka Czytelni Żydowskiej, Biblioteka Akcji Katolickiej w Wadowicach, Biblioteka Zgromadzenia OO. Karmelitów, Biblioteka Wojskowa R.P.P oraz biblioteki szkolne.
Te tradycje czytelnicze sprawiły, że niedługo po zakończeniu wojny  rozpoczęły działalność prywatne wypożyczalnie książek. Pierwszą z nich była krótko działająca "Kultura" mieszcząca się w kamienicy Foltinów, drugą wypożyczalnia Tadeusza Pawłęgi "Kultura i Sztuka" działająca mimo wielu przeciwności losu do początku lat 70. XX w..
Powojenna historia biblioteki w pigułce:
| 01.09.1946 | - | rozpoczęcie działalności Powiatowej Biblioteki Publicznej w Wadowicach, której głównym celem było utworzenie sieci bibliotecznej na terenie powiatu |
| 16.01.1949 | - | otwarcie Miejskiej Biblioteki Publicznej przy ul. Lwowskiej                                                                                         |
| 1953       | - | przeniesienie siedziby Miejskiej Biblioteki Publicznej do budynku Wadowickiego Domu Kultury                                                         |
| 1957       | - | połączenie Miejskiej Biblioteki Publicznej z Biblioteką Powiatową,nadanie nazwy Powiatowa i Miejska Biblioteka Publiczna                            |
| 1967       | - | utworzenie Oddziału dla Dzieci |
| 1968       | - | utworzenie Filii Nr 1 na os. XX-lecia |
| 1974       | - | utworzenie Filii Nr 2 przy ul. Mickiewicza |
| 1975       | - | zmiana nazwy na Miejską Bibliotekę Publiczną z poszerzonym zakresem działania obejmującym placówki dawnego powiatu                                  |
| 1978       | - | przeniesienie Filii Nr 1 na os. Kopernika |
| 1983       | - | przeniesienie Filii Nr 3 na ul. Sienkiewicza |
| 1983       | - | przeniesienie siedziby Biblioteki Głównej na ul. Dzierżyńskiego (obecnie ul. Legionów)                                                              |
| 1986       | - | nadanie imienia dr Józefa Putka |
| 1990       | - | przeniesienie Oddziału dla Dzieci na ul. Legionów                                                                                                   |
| 1991       | - | przejęcie Biblioteki przez samorząd gminny, ograniczenie zakresu działania do terenu gminy Wadowice                                                 |
| 1999       | - | zawarcie porozumienia dotyczącego pełnienia zadań biblioteki powiatowej dla powiatu Wadowickiego                                                    |
| 26.04.2000 | - | nadanie nowej nazwy - Wadowicka Biblioteka Publiczna                                                                                                |
| 2006-2008  | - | modernizacja budynku Biblioteki przy ul.Legionów |

Dyrektorzy: 
- 1949-1956 - Amalia Kuzia;
- 1956-1970 - Jan Andryszczak;
- 1970-1972 - Eulalia Dziedzic;
- 1973-1982 - Adam Ryszard Fajfer ;
- 1982-1993 - Jan Sobota;
- 1993-1995 - Maria Koczur ;
- od 1995 - Bożena Płonka

## Działalność
Celem biblioteki jest zaspokajanie potrzeb czytelniczych i informacyjnych mieszkańców, jak również gromadzenie materiałów dotyczących miasta i powiatu. Wadowicka Biblioteka Publiczna gromadzi, opracowuje i udostępnia zbiory. Biblioteka jest też centrum edukacyjnym i kulturalno-oświatowym. W Bibliotece funkcjonuje Dyskusyjny Klub Książki dla dorosłych, organizowane są wystawy, spotkania promujące czytelnictwo, zajęcia literackie, plastyczne i czytelnicze, zwłaszcza dla dzieci - w tym cykliczne: Akademia Przedszkolaka oraz Akademia Małego Wadowiczanina. Biblioteka szeroko wykorzystuje elektroniczne technologie w zakresie rejestracji czytelników i wypożyczeń, a także tworzenia i udostępniania baz danych, w tym: regionalnej pod nazwą "Bibliografia Małopolski", która jest częścią ogólnopolskiego systemu bibliografii regionalnych oraz w łączności z Fundacją Ośrodka KARTA tworzy bazę pod nazwą "Otwarty System Archiwizacji". Udostępnianie zbiorów  prowadzone jest w systemie komputerowym SOWA. 
Wadowicka Biblioteka Publiczna pełniąc rolę biblioteki powiatowej koordynuje działalność i sprawuje nadzór merytoryczny nad 10 bibliotekami gminnymi, 36 filiami bibliotecznymi.

## Zbiory
Księgozbiór biblioteki liczy ponad 100 tysięcy egzemplarzy książek i zawiera: kanon literatury pięknej polskiej i obcej, lektury szkolne dla dzieci i młodzieży oraz opracowania lektur, bibliografie, monografie literackie, encyklopedie, informatory, leksykony, słowniki, wydawnictwa naukowe i popularnonaukowe z różnych dziedzin wiedzy, jak również czasopisma oprawne i ponad 30 tytułów czasopism bieżących oraz wydawnictwa multimedialne, audiobooki, a także zbiory specjalne i regionalne, w tym dokumenty życia społecznego, protokoły z sesji Rady Miejskiej i uchwały Rady Powiatowej. Biblioteka posiada również ponad 160 tytułów tzw. „książki mówionej” na kasetach magnetofonowych dla osób niewidomych i niedowidzących oraz dzięki współpracy ze Stowarzyszeniem Larix, ponad 2 tysiące tytułów na płytach CD z możliwością  nagrywania na urządzenia typu Czytak Plus.
Czytelnicy WBP mają możliwość korzystania z katalogu w formie elektronicznej, a także zarządzania swoim kontem bibliotecznym poprzez Internet.

## Placówki
- Biblioteka Główna (Wypożyczalnia dla Dorosłych, Oddział dla Dzieci Młodzieży, Czytelnia z punktem tzw. "Książki mówionej")
- Filia Nr 1, os. Kopernika 10/11
- Filia Nr 2, ul. Sienkiewicza 31 /do lipca 2020 roku/[8]
- Filia w Choczni, ul. Kościuszki 183
- Filia w Wysokiej 194